# Philipp Ludwig Statius Müller taxonjai
Ezen a listán azok a taxon nevek szerepelnek, amelyeket Philipp Ludwig Statius Müller (1725 – 1776) alkotott. Azok a taxon nevek, amelyek nincsenek belinkelve, manapság csak szinonimaként használtak (az alábbi lista nem teljes):

## Emlősök

### Párosujjú patások
- guanakó (Lama guanicoe) (Statius Müller, 1776)
- Lama glama guanicoe Müller, 1776 - guanakó
- Lama guanicoe guanicoe (Statius Müller, 1776)
- Hyperoodon rostratus (Statius Müller, 1776) - északi kacsacsőrű cet
- Hippotragus capensis (P. L. S. Müller, 1776) - kék lóantilop

### Eulipotyphla
- Neomys aquaticus (Statius Müller, 1776) - közönséges vízicickány

### Denevérek
- vörös szőrösfarkú-denevér (Lasiurus borealis) Müller, 1776
- Vespertilio borealis Müller, 1776 - vörös szőrösfarkú-denevér
- Barbastella barbastellus barbastelle Müller, 1776 - Barbastella barbastellus barbastellus

### Ragadozók
- Potos flavus potto (Statius Müller, 1776) - Potos flavus flavus

### Rágcsálók
- bobak (Marmota bobak) Statius Müller, 1776
- Marmota bobak bobak Statius Müller, 1776

## Madarak

### Hoacinalakúak
- hoacin (Opisthocomus hoazin) (Statius Müller, 1776)
- Phasianus hoazin Statius Müller, 1776 - hoacin

### Darualakúak
- szürkenyakú erdeiguvat (Aramides cajaneus) (Statius Müller, 1776)
- Aramides cajanea Statius Müller, 1776
- Aramides cajaneus cajaneus (Statius Müller, 1776)

### Vágómadár-alakúak
- Accipiter hiogaster (Statius Müller, 1841)

### Szalakótaalakúak
- törpegyurgyalag (Merops pusillus) (Statius Müller, 1776)

### Harkályalakúak
- aranyjakamár (Jacamerops aureus) (Statius Müller, 1776)
- szürkebegyű harkály (Dendropicos goertae) (Statius Muller, 1776)
- Dendropicos goertae goertae (P. L. S. Müller, 1776)
- Melanerpes striatus (Statius Muller, 1776)[1]
- Celeus elegans Statius Müller, 1776[2]
- sáfrányharkály (Celeus flavus) (Statius Muller, 1776)[3]
- Celeus flavus flavus (P. L. S. Müller, 1776)
- pettyeshasú borbélymadár (Capito niger) (Statius Müller, 1776)
- Bucco niger Statius Müller, 1776 - pettyeshasú borbélymadár
- Eubucco versicolor (Statius Müller, 1776)
- sárgatorkú bajszika (Psilopogon haemacephalus) (Statius Muller, 1776)
- Megalaima haemacephala Statius Muller, 1776 - sárgatorkú bajszika
- Psilopogon haemacephalus haemacephala (Statius Muller, 1776)
- Megalaima haemacephala haemacephala Statius Muller, 1776 - Psilopogon haemacephalus haemacephala
- Pteroglossus aracari atricollis (Statius Müller, PL, 1776)
- óriástukán (Ramphastos toco) Statius Muller, 1776
- Ramphastos toco toco Statius Müller, 1776

### Verébalakúak
- bársonypitta (Philepitta castanea) (Statius Müller, 1776)
- málinkó-szövőmadár (Ploceus cucullatus) (Statius Müller, 1766)
- kobaltkotinga (Cotinga maculata) (Statius Müller, 1766)
- Ampelis maculatus Statius Müller, 1776 - kobaltkotinga
- fűzöld tangara (Tanagra varia) Statius Müller, 1776 - átsorolva, jelenleg Tangara varia

### Papagájalakúak
- nemespapagáj (Eclectus roratus) (Statius Müller, 1776)

### Gödényalakúak
- lagúnagém (Egretta tricolor) (Statius Muller, 1776)

## Tüskésbőrűek
- parti sün (Psammechinus miliaris) (Statius Müller, 1771)
- Echinus miliaris P.L.S. Müller, 1771
- Parechinus miliaris (P.L.S. Müller, 1771) - parti sün

## Virágállatok
- Actinia (Diplostephanus) candida Müller, 1776 - tengeriszegfű
- Actinia (Entacmaea) rufa Müller, 1776
- Actinia candida Müller, 1776
- Actinia cereus Müller, 1776
- Actinia rufa Müller, 1776 - tengeriszegfű